# Klas Horn (1587–1651)
Klas Horn af Åminne, född 29 november 1587 i Trosa landsförsamling, Södermanland, död 30 november 1651 i Stockholm, var en svensk friherre och riksråd.

## Biografi
Claes Horn af Åminne föddes 1587 på Gäddeholm i Trosa landsförsamling. Han var son till Krister Klasson Horn af Åminne och Catharina Bielke. Horn blev 1610 hovjunkare och senare kornett vid hovfanan. Han blev 1613 löjtnant vid hovfanan och var från 1613 till 1616 med i kriget i Livland. Horn avled 1651 i Stockholm och begravdes 21 mars 1652 i Riddarholmskyrkan. Hans och fruns kropp begravdes senare i Ekebyholmsgraven i Rimbo kyrka.

### Familj
Horn gifte sig 7 februari 1652 med Sigrid Oxenstierna (1590–1644). Hon var dotter till frutliga rådmannen Bengt Gabrielsson Oxenstierna och Brita Posse född i adelsätten Posse. De fick tillsammans barnen Carin Horn (1621–1695), som var gift med kommendanten Otto von Rolshausen i Varberg, fältmarskalken Krister Horn (1622–1692), fältmarskalken Bengt Horn (1623–1678), Brita Horn (död 1653), som var gift med riksamiralen Gustaf Otto Stenbock, Sigrid Horn (1630–1693), som var gift med riksrådet Georg Paijkull och riksrådet Per Sparre, och Agnes Horn (död 1627).